# Карнијер
Карнијер (фр. Carnières) насеље је и општина у североисточној Француској у региону Север-Па д Кале, у департману Север која припада префектури Камбре.
По подацима из 2011. године у општини је живело 1077 становника, а густина насељености је износила 132,47 становника/km². Општина се простире на површини од 8,13 km². Налази се на средњој надморској висини од 80 метара (максималној 104 m, а минималној 58 m).

## Демографија
| 1962. | 1968. | 1975. | 1982. | 1990. | 1999. | 2011. |
| ----- | ----- | ----- | ----- | ----- | ----- | ----- |
| 1.042 | 1.060 | 1.055 | 1.065 | 1.041 | 930   | 1.077 |

График промене броја становника у току последњих година